# Aittovaara
Aittovaara är en kulle i Finland.   Den ligger i den ekonomiska regionen  Rovaniemi ekonomiska region  och landskapet Lappland, i den norra delen av landet, 700 km norr om huvudstaden Helsingfors. Toppen på Aittovaara är 220 meter över havet.
Terrängen runt Aittovaara är huvudsakligen platt.  Trakten runt Aittovaara är nära nog obefolkad, med mindre än två invånare per kvadratkilometer. Närmaste större samhälle är Ranua, 19,7 km söder om Aittovaara. 